# James Taylor Quartet
I James Taylor Quartet (JTQ) sono un gruppo acid jazz e funk britannico, capitanati dall'hammondista James Taylor.

## Storia del gruppo
Il gruppo si è formato sulle ceneri dei 'Prisoners'.
Il primo singolo del gruppo fu la cover (1987) di un brano di Herbie Hancock, Blow-Up (già tema dell'omonimo film degli anni sessanta).
Il monoLP di debutto si intitolava Mission Impossible, e consisteva in una raccolta di cover in versione quartetto di sigle di film degli anni sessanta, come ad esempio Alfie e altre.
Il secondo album, The Money Spyder (1987), era la colonna sonora di un film di spionaggio immaginario, che già delineava lo stile distintivo delle composizioni di James Taylor.
Al tempo stesso cresceva la reputazione delle performance live del gruppo, basate su sonorità funky con spazio per gli assoli e coinvolgimento del pubblico.
Tra la fine degli anni ottanta e l'inizio degli anni novanta la reputazione del gruppo crebbe grazie alla rivisitazione in chiave "hammondistica" di The Theme from Starsky & Hutch (la sigla dell'omonimo telefilm, originariamente composta da Lalo Schifrin e successivamente riarrangiata da Tom Scott).
Agli inizi degli anni novanta il gruppo cambiò direzione, componendo qualche album soul con cantanti come Rose Windross dei Soul II Soul, Alison Limerick e Noel McKoy.
Il singolo Love The Life ebbe anche un discreto successo, ma il richiamo dell'acid jazz con le tipiche sonorità dell'organo Hammond fecero sfornare a James Taylor l'album In The Hand Of The Inevitable, uno dei più venduti e apprezzati del gruppo.
Da allora i JTQ hanno sempre dato molto risalto alle performance live, dove è possibile godere appieno del loro talento. Per questo motivo l'album dal vivo Whole Lotta Live è stato molto apprezzato dal pubblico e dalla critica.

### Collaborazioni

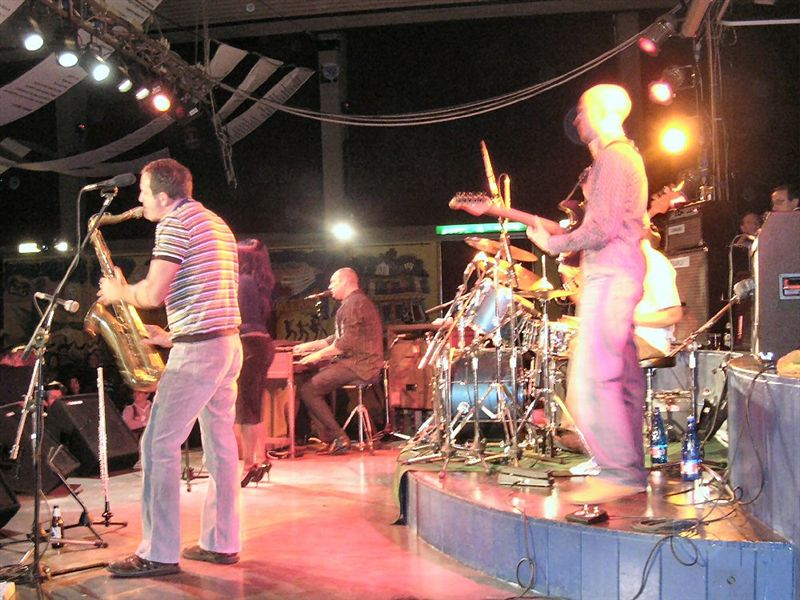
James Taylor Quartet dal vivo (Forlì, novembre 2005)

Nel 1998 James Taylor Quartet hanno partecipato alla colonna sonora del film Austin Powers - Il controspione.
Altre collaborazioni includono registrazioni con Tom Jones (nell'album Reload) The Pogues e gli U2.
I JTQ hanno anche firmato alcuni album con il nome New Jersey Kings.

## Formazione
Quartetto base
- James Taylor (organo Hammond)
- David Taylor (chitarra elettrica)
- Gary Crockett (basso elettrico)
- Neil Robinson (batteria)

Solitamente a questi si aggiungono, nei concerti dal vivo, cantanti e sezione fiati.
Nel 2005 il chitarrista Chris Bestwick ha rimpiazzato David Taylor.

## Discografia
- Mission Impossible (1987)
- The Money Spyder (1987)
- The First Sixty Four Minutes (1988) - riedizione di Mission Impossible e The Money Spider
- Wait a Minute (1988)
- Get Organized (1989)
- Do Your Own Thing (1990)
- Supernatural Feeling (1991)
- Absolute (live) (1993)
- Extended Play (1994)
- BBC Sessions (1995)
- In the Hand of the Inevitable (1995)
- A Few Useful Tips about Living Underground (1996)
- Creation (1997)
- Whole Lotta Live (1998)
- JTQ, A Collection - the Best of the Acid Jazz Years (1999)
- Penthouse Suite (1999)
- A Bigger Picture (1999)
- Swinging London (2000)
- Hammond-ology - the best of the JTQ (2001)
- Message From The Godfather (2001)
- Room at the Top (2002)
- The Oscillator (2003)
- A taste of cherry (2006)
- New World (2009)
- The Template (2011)
- Closer to the Moon! (2013)
- The Rochester Mass (2015)
- Bumpin' on Frith Street – Live at Ronnie Scott's (2016)
- Soundtrack from Electric Black (2018)
- Baker's Walk (2021)
- Man in the Hot Seat (2022)

### Con iNew Jersey Kings
- Party to the Bus Stop (1992)
- Stratosphere Breakdown (1995)
- Uzi Lover (2002)